# Dieter Leyk
Dieter Leyk (* 1957 in Minden) ist ein deutscher Sportmediziner und Sportwissenschaftler, Leiter der Forschungsgruppe Leistungsepidemiologie, Professor an der Deutschen Sporthochschule Köln und ehemaliger Leiter des Institutes für Präventivmedizin der Bundeswehr.

## Werdegang
Nach Abitur und Wehrdienst in Minden studierte Dieter Leyk Sportwissenschaften und Medizin in Köln und promovierte in beiden Fächern. Als Handballer (u. a. bei Eintracht Minden, TuS 04 Bayer Leverkusen, Bayer Dormagen, TSG Lennestadt) und Trainer interessierte er sich besonders für die Leistungs- und Trainingsphysiologie. Nach Abschluss des Medizinstudiums arbeitete Leyk als wissenschaftlicher Assistent am Physiologischen Institut der Deutschen Sporthochschule Köln unter dem international renommierten Leistungsphysiologen Professor Jürgen Stegemann. 1995 wurde er Facharzt für Physiologie und erhielt die Zusatzbezeichnung Sportmedizin. 1998 habilitierte sich Dieter Leyk für das Fach „Physiologie unter besonderer Berücksichtigung der Leistungs- und Trainingsphysiologie“. Als Akademischer Rat arbeitet er von 1998 bis 2001 an der Universität Frankfurt, Abteilung Sportmedizin. 2001 wurde er Leiter der Ressortforschungsabteilung „Wehrmedizinische Ergonomie und Leistungsphysiologie“ im Zentralen Institut des Sanitätsdienstes der Bundeswehr in Koblenz. Leyk wurde 2006 zum Professor an der Deutschen Sporthochschule Köln ernannt.
2007 erfolgte die Bestellung zum Mitglied der Wissenschaftskommission für Landesverteidigung und Sport durch den österreichischen Bundesminister für Landesverteidigung, 2008 die Berufung in die medizinisch-wissenschaftliche Redaktion des Deutschen Ärzteblattes für das Fach Sportmedizin. Seit 2010 leitet er die Forschungsgruppe Leistungsepidemiologie der Deutschen Sporthochschule Köln. Dieter Leyk war Leiter des 2017 aufgelösten Zentralen Instituts des Sanitätsdienstes der Bundeswehr Koblenz.
Von Oktober 2017 bis Ende September 2022 leitete Dieter Leyk das neu gegründete Institut für Präventivmedizin der Bundeswehr. Seit dem Wintersemester 2022 unterrichtet Leyk auch an der Universität Koblenz.

## Forschungsgebiete
An der Deutschen Sporthochschule Köln und der Universität Frankfurt beschäftigte sich Leyk mit der Einstellung von Kreislauf, Atmung und Stoffwechsel und führte zahlreiche leistungsdiagnostische und trainingsphysiologische Untersuchungen mit unterschiedlichen Kollektiven (von Profi-Sportlern und Astronauten bis zu Nichtsportlern und Patienten) durch.
In Koblenz entstand unter der Leitung von Leyk eine interdisziplinär ausgerichtete Ressortforschungseinrichtung (mit Medizinern, Psychologen, Biologen, Sportwissenschaftlern, Mathematikern, Physikern, Ingenieuren, Informatikern), die anwendungsnahe Präventionsforschung im Kontext von Gesundheit, Arbeit und Leistung durchführt.
Zu den Arbeitsschwerpunkten der Koblenz-Kölner Forschungsgruppe um Leyk zählen Untersuchungen zum Einfluss von Alltagsgewohnheiten bzw. Risikofaktoren (Inaktivität, Übergewicht, Rauchen etc.) auf Gesundheit, Belastbarkeit und Leistungsfähigkeit, zu Lebensalter und Geschlecht, zu Hitze, Kälte, Klima und Tauchen, die Entwicklung von Leistungstests (z. B. Basis-Fitness-Test, Soldaten-Grundfitness-Tool) wie auch die Entwicklung von effizienten Gesundheits- und Fitnesskampagnen.
Aufbauend auf diese Datenbasis initiierte Dieter Leyk das ActIv-Projekt. Es handelt sich um ein Projekt, das von bundesweiten Online-Befragungen bis hin zu Kooperationen mit (Reha-)Kliniken, Arztpraxen und Unternehmen reicht. Mediziner, Sportwissenschaftler, Psychologen, Informatiker und Statistiker beschäftigen sich mit zentralen Fragen zur Gesundheit, Lifestyle und Leistungsfähigkeit.

## Sportmedizin Koblenz
Leyk führt für den Sportärztebund Rheinland-Pfalz und die Deutsche Gesellschaft für Sportmedizin und Prävention sportmedizinische Weiterbildungen durch. Zusammen mit Frank Uwe Heinze (langjähriger Physiotherapeut der Frauen-Judo-Nationalmannschaft) hat er in Koblenz unter SpoMediKo ein sportmedizinisches Fortbildungs- und Austauschforum für interessierte Mediziner, Physiotherapeuten und Trainer aufgebaut.

## Funktionen und Ämter
- Leiter „Institut für Präventivmedizin der Bundeswehr“[3]
- Leiter der Ressortforschungsabteilung A „Gesundheits- und Leistungsförderung“
- Leiter der „Forschungsgruppe Leistungsepidemiologie“ der Deutschen Sporthochschule Köln
- Mitglied der medizinisch-wissenschaftlichen Redaktion des Deutschen Ärzteblattes
- Mitglied der österreichischen Wissenschaftskommission für Sport und Landesverteidigung
- Verantwortlich für das Referat Prävention im Vorstand des Sportärztebundes Rheinland-Pfalz
- Mitglied des Wissenschaftskollegium der Deutschen Gesellschaft für Sportmedizin und Prävention

## Auszeichnungen
- Ehrenkreuz der Bundeswehr in Silber (2013)
- Ehrenkreuz der Bundeswehr in Gold (2022)[2]

## Publikationen (Auswahl)
Leyk hat seit 2012 zahlreiche Beiträge u. a. in den Zeitschriften Wehrmedizinische Monatsschrift, Deutsches Ärzteblatt und dessen englischsprachiger Ausgabe (Deutsches Ärzteblatt International) veröffentlicht. Seine Beiträge auf medizinischen Fachkongressen wurden in den entsprechenden Kongressberichten publiziert.
Beispiele hierfür sind:
- K. Nestler, U. Rohde, B. Becker et al.: Reliability and validity of the finger flexor dynamometer. In: Hand Therapy. Band 24, Nr. 3, 2019. (journals.sagepub.com)
- K. J. Glitz, U. Seibel, W. Gorges et al.: Ergonomics: Reducing heat stress under thermal insulation in protective clothing. In: Ergonomics. Band 58, Nr. 8, 2015. (tandfonline.com)
- D. Leyk, A. Witzki, G. Willi et al.: Even one is too much: Sole presence of one of the risk factors overweight, lack of exercise, and smoking reduces physical fitness of young soldiers. In: The Journal of Strength and Conditioning Research. Band 29 (11 Supplement), 2015, S. S199-S203. (insights.ovid.com)